# ライトムア・プラットホーム駅
ライトムア・プラットホーム駅（ライトムア・プラットホームえき、Lightmoor Platform railway station）は、かつてイングランドのシュロップシャー州でコールブルックデールの東に位置していた駅。ウルヴァーハンプトン＝シュルーズベリー線上で、ライトムア・ジャンクションの西方300メートルほどに位置していた。
1861年に開業し、1962年に廃止されたとされるが、これは初代の駅が1861年に開業し、1864年まで存続した後、間を置いて少し西側に位置を移し、2代目の駅が1907年に改めて開業したためである。駅名の「プラットホーム」は、長めのプラットホームを備えた簡易な施設の停車場を意味しており、後には「プラットホーム」を外して単にライトムア駅とされた。また、資料によっては停車場を意味する「ホールト (Halt)」を付けてライトムア・ホールト駅と記載されることもある。

## 関連文献
- Mitchell, Vic; Smith, Keith (2008). Craven Arms to Wellington. Middleton Press. figs. 75-79. ISBN 9781906008338. OCLC 750867075